# Parc national du Mont-Saint-Bruno
Der Parc national du Mont-Saint-Bruno ist einer der aktuell 27 Nationalparks in der kanadischen Provinz Québec. Dort entspricht ein Parc national allerdings dem, was in den übrigen Provinzen und Territorien ein Provinzpark (Provincial Park) ist. Der Park wird von Sépaq (französisch Société des établissements de plein air du Québec bzw. englisch Society of outdoor recreation establishments of Quebec) betrieben.
Der Park umfasst das Gebiet des 218 m hohen Mont Saint-Bruno, der sich etwa 20 km östlich von Montreal erhebt und zu den Montérégie-Hügeln gehört. An seiner Südwestflanke liegt die Gemeinde Saint-Bruno-de-Montarville. Die Aufgabe des 1985 eingerichteten, nur 8,84 km² großen Parks besteht einerseits darin, die reiche Flora und Fauna des Berges zu schützen, andererseits war hier das Zentrum der 1710 verliehenen Seigneurie de Montarville, einer Grundherrschaft aus der französischen Kolonialzeit. Eine der Wassermühlen aus dieser Zeit, die Wassermühle von Saint-Bruno-de-Montarville aus dem Jahr 1725 besteht noch heute.

## Geschichte
Man nimmt die Erstbesiedlung der Region vor etwa 8000 Jahren an, doch fehlen bisher archäologische Belege. Vor den ersten Europäern lebten hier Sankt-Lorenz-Irokesen, die jedoch um 1580 verschwanden.

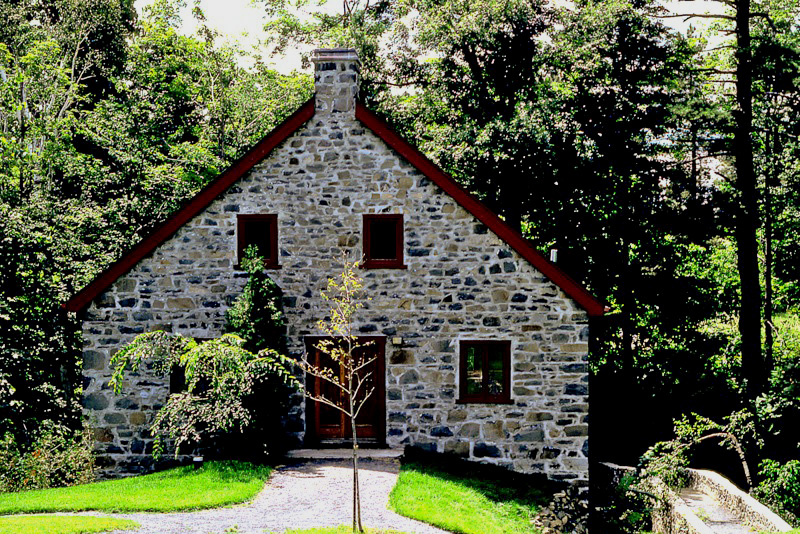
Die Alte Mühle von 1725, um 1980

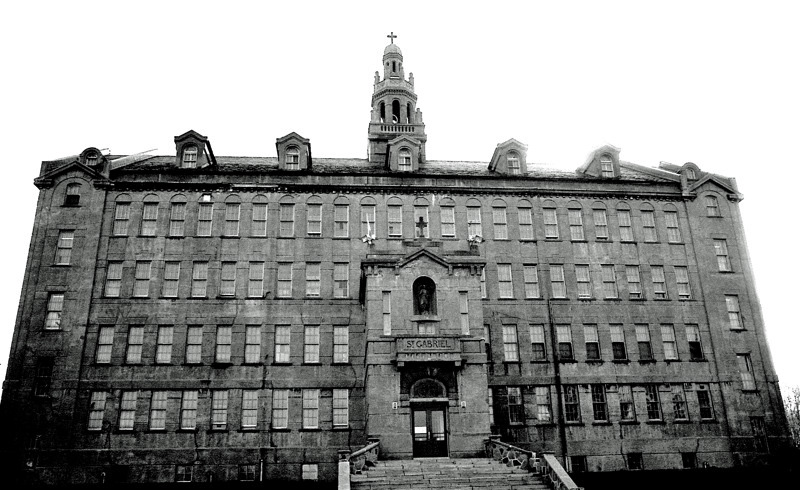
Das 1991 abgerissene Kolleg der Gabriel-Bruderschaft, erbaut 1924

1710 wurde der Berg Teil der an Pierre Boucher verliehenen Grundherrschaft. Boucher war Herr der benachbarten Seigneurie de Boucherville. Bis 1740 blieb das Land unberührt. Zwischen 1725 und 1816 setzte die Seigneurie, im Gegensatz zu den benachbarten Grundherrschaften, nicht auf Wind-, sondern auf Wassermühlen. Diese wurden zum Mahlen von Getreide, aber auch zum Walken von Wäsche, zum Sägen von Holz usw. genutzt. Die einzig erhaltene Mühle ist eine Getreidemühle von 1725.

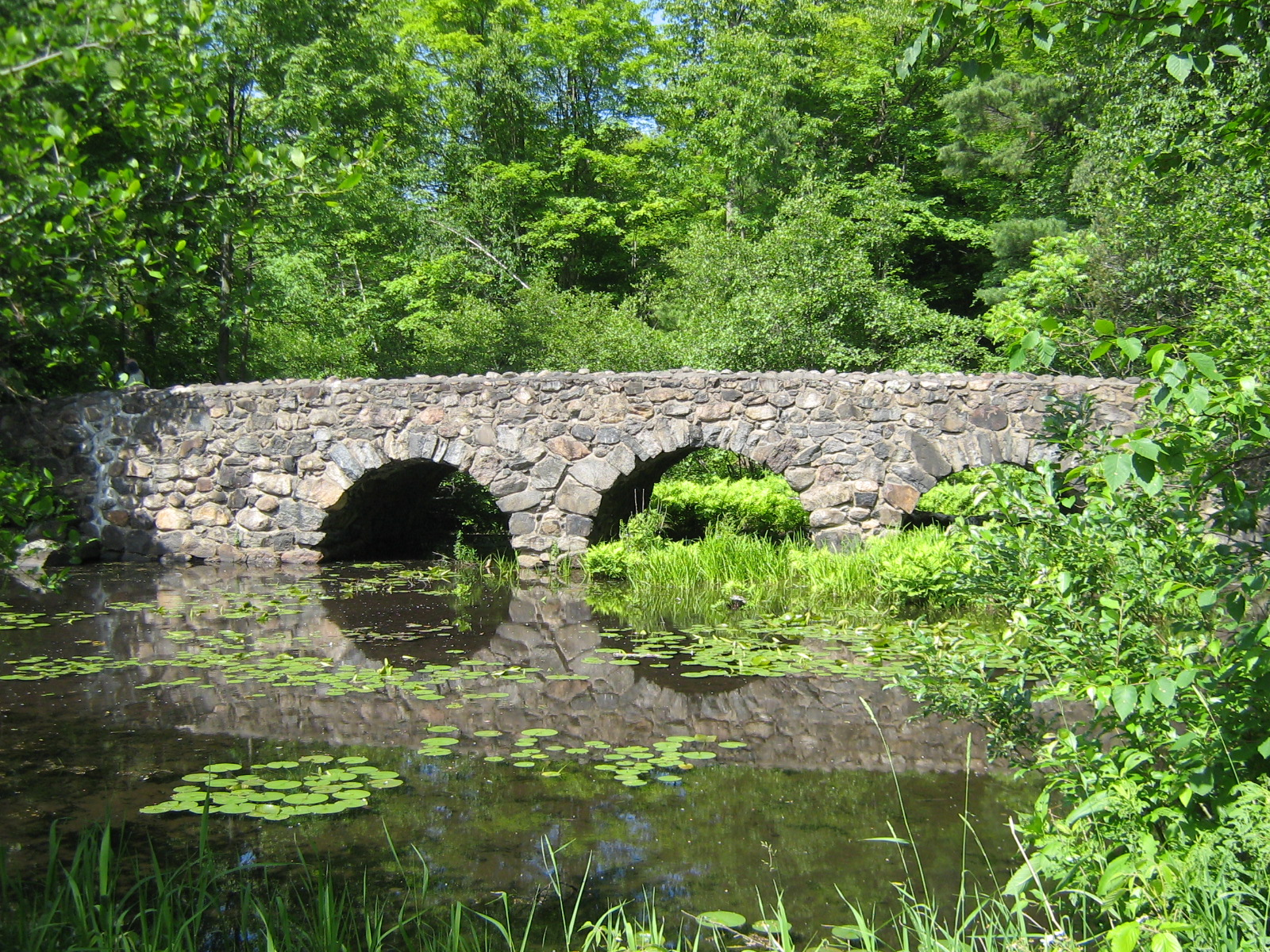
Die vom Bankier Pease veranlasste Brücke

1825 verkaufte die Familie Boucher ihre Seigneurie an den Montrealer Anwalt François-Pierre Bruneau. 1851 übernahm sie dessen Cousin Olivier-Théophile. 1897 kaufte der vermögende Bankier Edson Loy Pease einen Teil des Berges, nämlich 406 ha, die er zwei Jahre später an die Mount Bruno Association verkaufte, der er selbst vorsaß. Sie errichtete dort luxuriöse Herbergen, darunter die von Pease am Lac du Moulin, die allerdings 1941 abbrannte. Mit der Auflösung der Grundherrschaften wurde das Gebiet der Allgemeinheit zugänglich. Die bereits 1715 gegründeten Frères du Saint-Esprit (sie änderten 1910 ihren Namen in Frères de l'instruction chrétienne de Saint Gabriel) errichteten hier eines ihrer Häuser und ein Arboretum.  Ebenso kauften Jesuiten, Trinitarier und Arnsteiner Patres Grundstücke im Gebiet, um sich aus dem unruhigen Montrealer Leben zurückziehen zu können. Die Saint-Gabriel-Brüder erwarben den Löwenanteil, darunter das Jesuitenhaus Villa Grand-Coteau im Jahr 1912. Sie produzierten dort Milch und Äpfel. 1976 verkauften sie das Gebiet an die Provinz, die 1985 den Park einrichtete.

## Flora und Fauna
Der kleine Park liegt in der Ökoregion Basses-terres du Saint-Laurent. Dessen mildes Klima im Süden Kanadas bietet Mischwäldern mit Zucker-Ahorn, Gelb-Birke, Kanadischer Hemlocktanne oder Weymouth-Kiefer geeignete Standorte. Insgesamt waren im Jahr 2010 genau 574 Pflanzenarten erfasst, was etwa einem Fünftel der Arten in der gesamten Provinz entspricht, davon sind 24 bedroht.
38 Säugetierarten bewohnen das kleine Gebiet. Dazu zählt der Weißwedelhirsch, dann aber auch kleine Säugetiere wie Tamias striatus, Grauhörnchen, Weißfußmaus, Waldmurmeltier, die Fledermausarten Lasionycteris noctivagans, Lasiurus cinereus und Lasiurus borealis. Hinzu kommen 234 Vogelarten, was 72 % der in Québec vertretenen Arten entspricht, dann 7 Reptilien-, 14 Amphibien- und 13 Fischarten.